# Château de Gombervaux

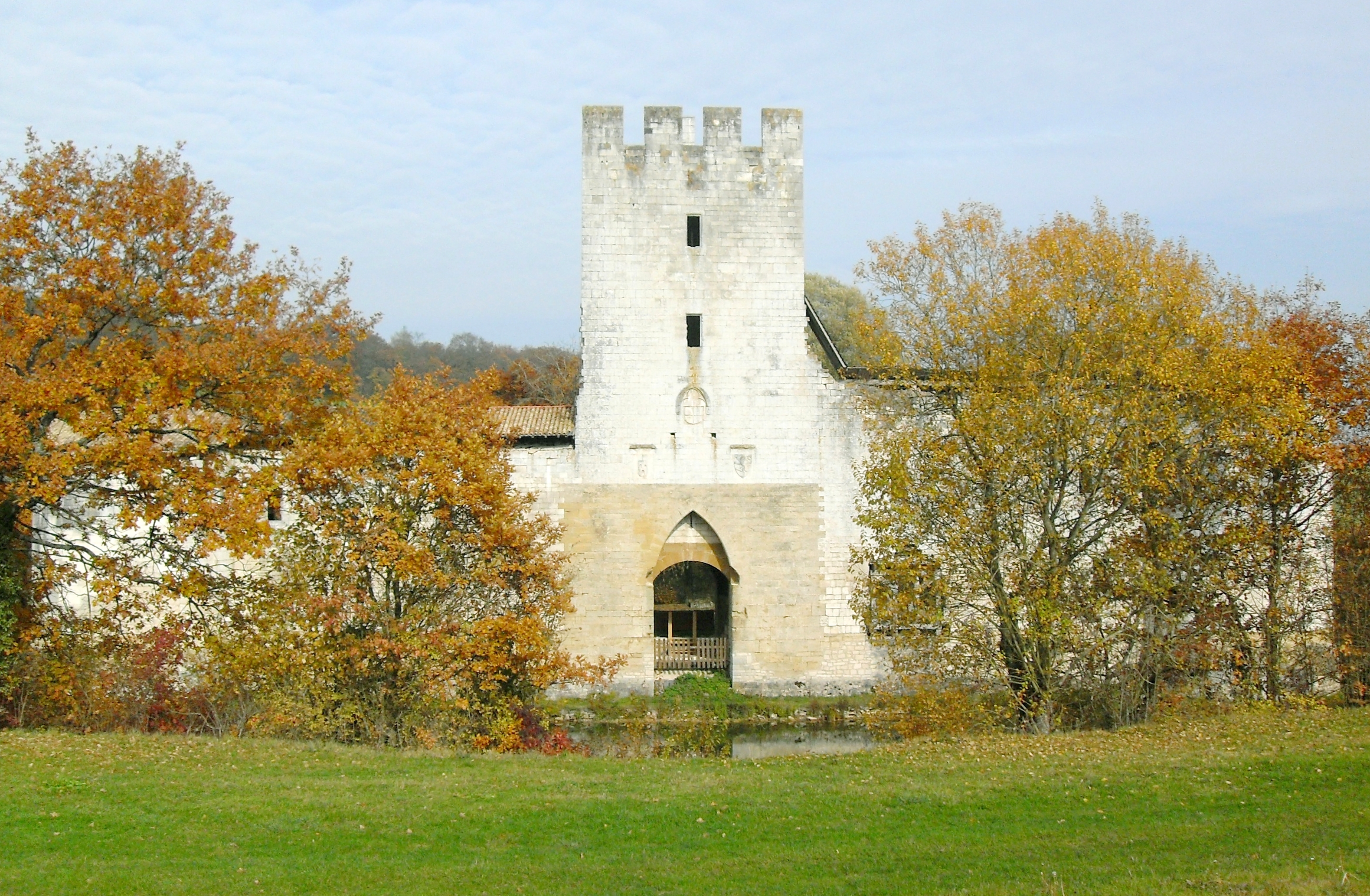
La porte-donjon à créneaux.

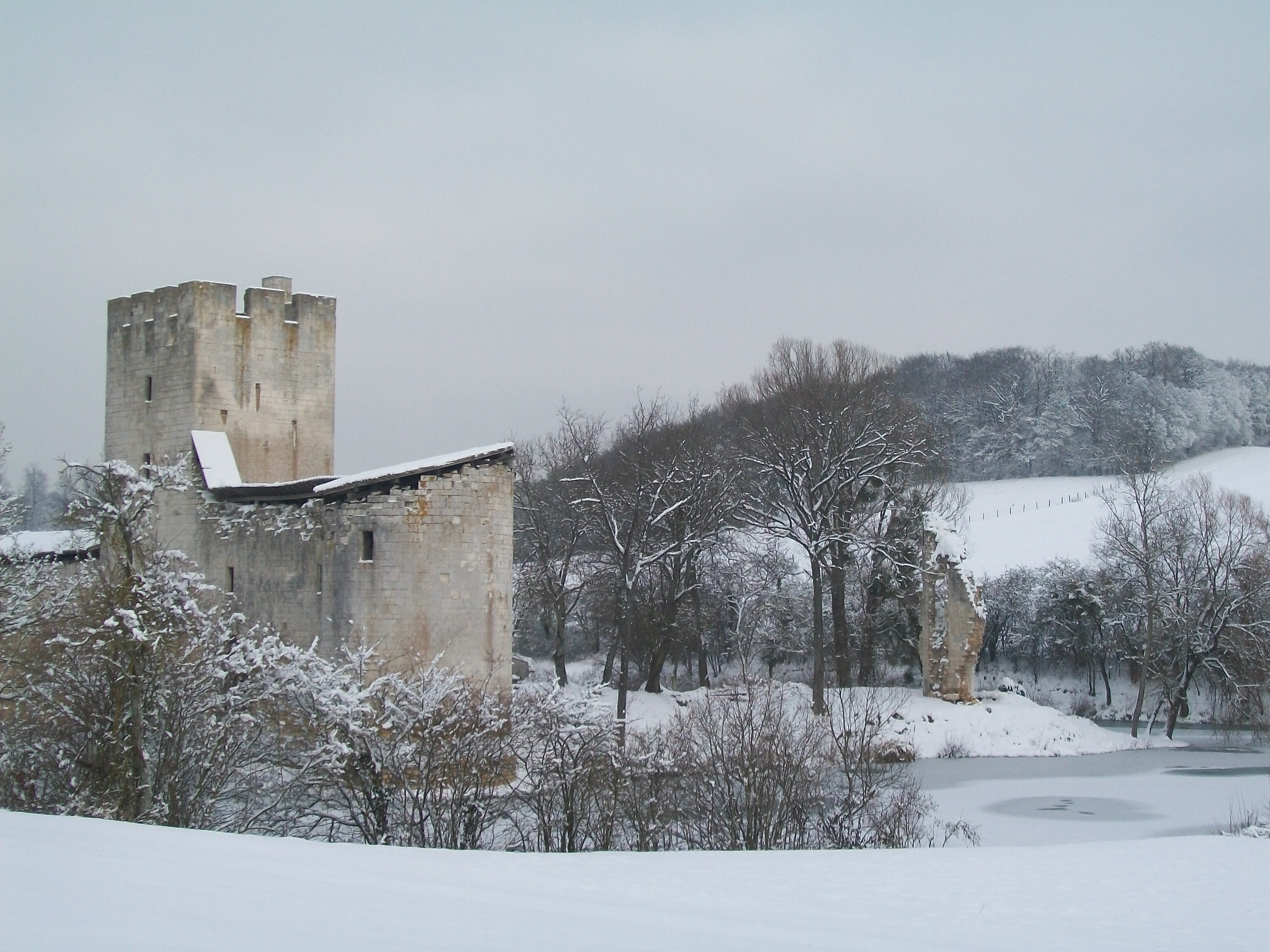
Château de Gombervaux.

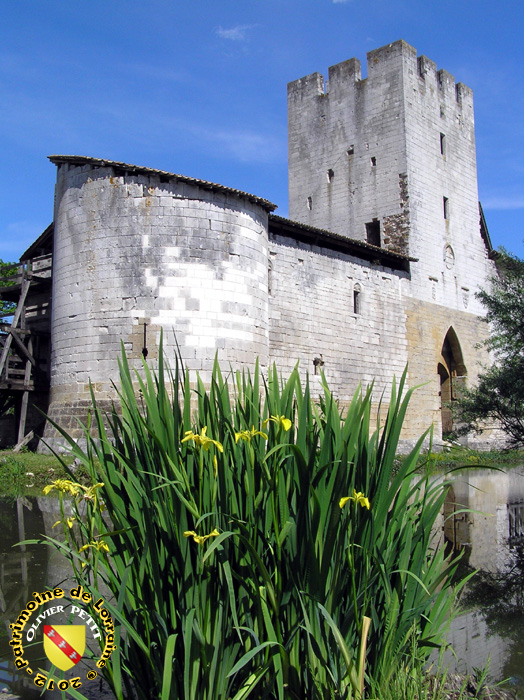
Château de Gombervaux.

Le château de Gombervaux est un château du XIVe siècle situé près de la commune française de Vaucouleurs dans le département de la Meuse, en Lorraine, dans la région administrative région Grand Est.
Cette maison forte, dont il ne subsiste guère que la façade, était dotée de quatre tours d'angle et d'un altier donjon-porche à créneaux. Une partie du château a été utilisée comme carrière de pierre par les habitants des villages voisins. Le château est entouré de douves emplies d'eau, alimentées par trois sources. L'eau des douves est régulée par une vanne et le trop-plein s'écoule dans le fossé dit « de Gombervaux ».
Le site de Gombervaux a été classé au titre des monuments historiques par un arrêté du 21 mars 1994,.
La création de l'Association Gombervaux, le 11 janvier 1989, a permis de sauver le château qui était alors totalement à l'abandon, ses douves n'existaient plus, et la végétation avait envahi le château. Grâce aux efforts de l'association, le château de Gombervaux a pu renaître de ses ruines, de nombreux éléments ont été restaurés. L'association anime le lieu en organisant des actions culturelles et touristiques, attirant un large public soucieux de mieux connaitre ce patrimoine régional.

## Localisation
Gombervaux est situé à 3,5 km au nord ouest de Vaucouleurs, en contrebas de la route qui mène à Commercy. Autrefois, ce point de passage obligé entre Vaucouleurs et Void-Vacon surveillait les chemins reliant plusieurs villages de la châtellenie.

## Historique
- 1335 : le roi Philippe VI acquiert par échange avec Jean de Joinville la seigneurie de Vaucouleurs dont fait partie Gombervaux.
- 1338 : Geoffroy de Nancy-Lenoncourt reçoit le fief de Gombervaux[3].
- Entre 1338 et 1357 : construction du château.
- De 1334 à 1341 : rattachement de Vaucouleurs au domaine royal, et le 10 juin la ville et son ban deviennent définitivement français. Vaucouleurs est qualifiée de bonne ville murée et ses habitants de bourgeois du roi. La châtellenie, composée de vingt-et-un villages, devient prévôté royale. Mais l’acte final du rattachement n’interviendra que le 4 juillet 1365, à la mort du comte Henri de Vaudémont, à qui le roi Charles V avait concédé la seigneurie.
- 1367 : Le roi Charles V et le duc de Lorraine signent le traité de Vaucouleurs au château. Charles V souhaite renforcer la sécurité sur les frontières de l'est pour mieux se consacrer à la guerre contre l'Angleterre. Le roi veut empêcher les guerres privées auxquelles se livrent les seigneurs féodaux et qui déstabilisent la région. À cette occasion, un fastueux banquet aurait eu lieu au château de Gombervaux, avec la participation de Taillevent, premier queux royal. Sont présents à ce banquet :
  - le duc de Lorraine, Jean Ier ;
  - Charles V, petit-fils de Philippe VI qui a donné le château à Geoffroy de Nancy ;
  - le duc de Bar, Robert Ier, et sa femme Marie de Valois (fille de Jean II).
  - Olivier de Clisson, un grand seigneur féodal breton.

Le traité de Vaucouleurs entre le roi de France et le duc de Lorraine Jean vise à réprimer les bandes qui désolent alors les campagnes de Lorraine, de Bar et de Champagne.
- 1617 : les grands seigneurs du royaume se soulèvent contre Marie de Médicis et son favori Concini ; occupé par des insurgés, le château de Gombervaux est libéré par les Valcolorois après treize jours de siège.
- 1639 : pendant la guerre de Trente Ans, la France envisage de détruire le château de Gombervaux afin qu'il ne tombe pas aux mains du duc de Lorraine, allié de l'Autriche.
- 1769 : le château est abandonné comme résidence seigneuriale.
- 1843 : le domaine devient la propriété de la famille Plauche Gillon.
- 1954 : le château est inscrit à l'inventaire supplémentaire des monuments historique par arrêté du 24 août 1954.
- 1989 : création de l'Association Gombervaux pour sauvegarder et animer le château et son site.
- 1994 : Le château est classé monument historique par arrêté ministériel du 21 mars 1994.

## Propriétaires

### Geoffroy de Nancy
Philippe VI, roi de France, accorde entre 1338 et 1341 maintes libéralités au chevalier lorrain Geoffroy de Nancy-Lenoncourt, dont Gombervaux. Par lettres données à Ethioles le 13 mai 1341, le souverain établit ce même Geoffroy châtelain de Vaucouleurs en remplacement du chevalier Poins de Chaudenay, et successivement lui accorde avantages, argent et titres : conseiller du roi, bailli de Chaumont, capitaine.
Après maints succès et libéralités royales, Geoffroy se livre à des exactions, abus de pouvoirs, agissant plus en tyran qu’en pondérateur. Le 16 février 1348, un arrêt du Parlement de Paris le condamne. En 1350, Jean II le Bon, roi de France, fait arrêter Geoffroy qu’il accuse de forfaiture. Geoffroy réussit à s’enfuir pour se réfugier à La Ferté-sur-Chiers (Ardennes). Banni du royaume par contumace, ses biens sont confisqués. Le roi est vaincu à Poitiers par les Anglais et s’en va, prisonnier, à Londres. Charles V est paré du titre de lieutenant du royaume. Geoffroy se fait enjôleur et plaide sa cause, obtient son pardon et récupère, le château de Gombervaux, en cours de reconstruction, mais non son territoire, puis aussi partie de ses biens, largement amputés. Le dauphin lui accorde, en mars 1358, des lettres de grâce. Et le 11 du même mois Geoffroy de Nancy-Lenoncourt prête foi et hommage au dauphin Charles pour la seigneurie de Gombervaux dans laquelle il est rentré en possession. Geoffroy jouit encore quelque temps de titres honorifiques mais son pouvoir a été sérieusement amoindri.

### Sept familles vont se succéder au cours des siècles

#### Les descendants de Geoffroy
Armes de la maison de Nancy, qui prendra plus tard le nom de Lenoncourt : d'argent à la croix engrêlée de gueules.
Geoffrin dit parfois Geoffroy II, fils aîné de Geoffroy de Nancy et d'Agnès de Pulligny, est armé chevalier en 1380, et sera seigneur de Gombervaux, ainsi que ses deux frères Jean et Guérard.

##### La maison de Vernancourt (1428-1490)
Armes : d'argent à trois fasces de gueules
Jeanne de Nancy épouse Eustache de Vernancourt, le célèbre chevalier de Charles VII et chef de bande qui écuma la Champagne pendant de nombreuses années ; cette alliance fut une transition mouvementée. Elle permit cependant aux seigneurs de Gombervaux d’accroître considérablement leur richesse et leur puissance.

##### La maison des Salles (1490-1594)
Armes : d'argent à la tour donjonnée de sable, posée sur une motte de sinople
Nicole de Vernancourt épouse en premières noces Pierre des Salles en 1490. Pierre des Salles était chambellan du duc de Lorraine, qui a brillamment combattu aux côtés de René II à la bataille de Nancy en 1477. Le 5 mars il obtient du roi Charles VIII la possession du moulin de Chalaines, source d'importants revenus. Les seigneurs des Salles ont possédé Gombervaux durant tout le XVIe siècle. En 1573, Jean de Salles est assassiné à Nancy par Jean IX, comte de Salm, gouverneur de Nancy et seigneur de Domrémy, à l'issue d'une querelle d'héritage. Sa veuve est Marguerite du Hautoy, décédée en 1600.

##### La maison de Myon (1594-1685)
Armes de la maison de Myon : écartelé d'or et de gueules
Simon de Myon était conseiller d'État et chambellan du duc de Lorraine Charles III. Il devient seigneur de Gombervaux par son mariage avec Antoinette des Salles, chanoinesse de Remiremont. Originaire de Franche-Comté, elle fut la dernière grande famille à posséder le château.

##### La maison du Breuil de la Brossardière (1685-1766)
Famille portant : d'argent à trois merlettes de sable mises deux en chef et une en pointe

##### La maison de Mailliart (1766-1843)
Armes : de pourpre, au chevron d'or, accompagné de trois têtes

##### La famille Plauche Gillon (1843 à nos jours)
Armes : d'azur, à la fasce d'argent chargée d'un chien passant de gueules, au chef d'argent chargé de trois pensées au naturel tigées et feuillées de sinople

##### Galerie des armoiries de Gombervaux

de Nancy-Lenoncourt
de Pulligny
de Vernancourt
du Hautoy
de Myon
du Breuil ou du Breil de la Brossardière
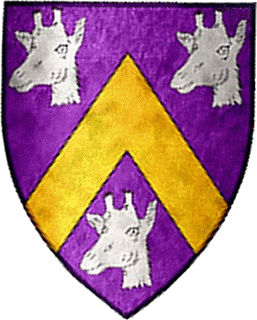
de Maillart

## Description
Scientifiquement parlant, le château de Gombervaux est une maison forte, mais le mot de « château » s’est imposé au langage quotidien et cartographique.
L’ensemble forme un quadrilatère, renforcé à chaque angle par une tour ronde, que domine un imposant donjon-porche. Celui-ci comporte cinq niveaux : au rez-de-chaussée, trois étages et la terrasse sommitale. La porte principale est dotée d’un arc en tiers-point, doublé par un arc en plein cintre. Des rainures verticales permettent le coulissement de la herse, aujourd’hui disparue. La porte sur cour possède un seul arc en plein cintre. Au deuxième niveau, une belle cheminée, moulurée et bien travaillée, encadrée de deux fenêtres à coussièges, occupe le mur nord. Au troisième niveau, une cheminée, pareillement située et de mêmes dimensions, embellit l’espace éclairé par une fenêtre à coussiège, elle aussi, et à voûte en berceau, sur la muraille sud. Le conduit intérieur de la fumée est double et dessert les deux cheminées. Au quatrième niveau, une fenêtre présente un linteau garni de moulures. Le sommet du donjon comporte neuf créneaux.
Sur la façade extérieure du donjon sont sculptés trois écus disposés en triangle ; ceux des maisons de Myon (écartelé d’or et de gueules), des Salles (d’argent à la tour donjonnée de sable, posée sur une motte de sinople) et du Hautoy (d'argent au lion de gueules, armé, lampassé et couronné d'or).
Le rez-de-chaussée de la tour sud-est possède une belle voûte en coupole et le mur est percé de trois archères. À l’étage, des travaux effectués en 1990 ont fait apparaître les reliefs d’une cheminée.
Une salle voûtée, de plan trapézoïdal, existe sous le logis sud-ouest. Cette salle est couverte d’une voûte en berceau soutenue par six arcs-doubleaux. Ce logis, dont le sol actuel, est plus bas qu’à l’origine, comprend les vestiges d’une belle cheminée dont demeurent encore les piédroits.

Jeu du moulin

L’accès au premier niveau de la tour sud-ouest se fait par la salle voûtée. La muraille délimite une salle circulaire de 4,45 m de diamètre, qui s’élève et se termine en cul-de-four. Elle est percée de trois archères. Le second niveau possède une seule entrée à l’intérieur du logis sud-ouest et donne accès à trois parties : la salle intérieure, un escalier et des latrines dont un tiers de lunette subsiste encore.
Sur des coussièges de la tour restent des traces du jeu du moulin.

## L’association
L’Association Gombervaux a été créée, le 11 janvier 1989, par Laurent Baudoin, son père Claude Baudoin, et leurs cousins Annie et Michel Barbier, assistés de quelques personnes. Elle a pour buts essentiels la sauvegarde, la réhabilitation, l’étude et l’animation du château et du site de Gombervaux que préside depuis le 12 mars 2005 : Christian Laurent.

## Les travaux réalisés
- 1989 : mise hors d'eau provisoire de la grande salle et de la tour sud-est. Étaiement de la grande cheminée.
- 1990 : début de réfection de la salle voûtée. Déblaiement du premier étage de la tour sud-est ; pose d'une toiture autoportante.
- 1991 : restauration du mur de soutènement de la grande salle; pose d'une dalle de béton. Réfection du sommet de la courtine sud-est
- 1992 : pose d'échafaudage en bois contre la tour nord-est à demi effondrée (cinq niveaux de travail). Réfection d'une fenêtre de la courtine sud-est.
- 1993 : sauvegarde du mur ouest: pose d'un échafaudage en bois (quatre niveaux), ouverture d'une fenêtre comblée. Début de réfection de la base de la tour sud-ouest.
- 1994 : installation d'escaliers et de passerelles entre les différents logis. Réfection de deux fenêtres. Début du nettoyage des douves.
- 1995 : travaux de réfection de la Salle voûtée, mise en place de la grille métallique, aménagement de la cour intérieure et assemblage et montage de la charpente en résineux pour en coiffer la tour sud-est.
- 1998 : début de la consolidation du parement du premier étage de la tour sud-est.
- 2000 et 2001 : exploration archéologique avec le concours du SRA, permet la découverte, le soubassement de la tour nord-ouest, disparue, des vestiges du mur de courtine, un dallage de fours probablement du XVIIIe siècle.
- 2002 : travaux d'ampleur sur le château ; tour sud-ouest : restauration du parement extérieur côté douves, restauration du cœur de la cheminée intérieure au premier étage ; salle voûtée : réfection de plusieurs arcs doubleaux menaçant de s'effondrer et réfection de l'embrasure de la fenêtre côté cour. Le coût total des travaux fut financé par les subventions de la DRAC Lorraine, de l'Union européenne, du propriétaire et de l'Association.
- 2003 et 2004 : reconstruction du lavoir
- 2005 : réalisation de deux bacs de décantation
- 2006 et 2007 : archéologie à l'intérieur du donjon. Remplacement du parement du mur ouest. Démontage de l'échafaudage de la tour N.E.
- 2008 : remplacement de pierres. Installation dans l'âtre de la cheminée du premier étage d'un pavage de briques dégagé dans le sol du donjon entre les deux portes.
- 2009 : découverte de la fondation du mur du logis parallèle à  la courtine S.E.. Remplacement de pierres. Aménagement de l'accès au passage du donjon depuis la cour : pierres de seuil et fabrication d'un escalier de 4 marches.. Fabrication d'une porte pour les latrines.
- 2010 : finalisation du mur intérieur du donjon côté est. Remplacement de pierres. Réalisation  d'un canal de sortie d'eau au lavoir et d'un pavage.
- 2011 : restauration du mur extérieur du donjon côté est et des retours côté douves. Nettoyage du plan d'eau.
- 2012 : restauration des parements intérieurs du donjon. nettoyage du plan d'eau.
- 2013 à 2017 : pendant ces cinq années s'est poursuivit la restauration de la cheminée du logis sud-ouest. Les travaux ont été menés par un groupe de bénévoles de l'association qui ont effectué les plans, préparé les travaux pour les découpes de pierre faites par les participants aux Chantiers Bénévoles Internationaux Rempart d'été, puis ont installé les pierres taillées pour constituer les différents éléments de la cheminée : linteau, corniche hotte et contrecœur.
- Entre avril 2016 et octobre 2017, une campagne de restauration menée conjointement par deux maîtres d’ouvrage le GFA de Gombervaux  et l’association Gombervaux.
  - Les créneaux de la tour-porche  ont été restaurés ; un toit en plomb avec chéneaux en cuivre a remplacé la couverture en fibrociment.
  - Les parements de la courtine sud-est ont bénéficié d’un « gommage », d’un rejointoiement complet. Les six lits de la partie sommitale de cette courtine ont été restaurés par le remplacement en tiroir ou en totalité de très nombreuses pierres. L’énorme brèche de la base a été comblée.
  - La tour sud-est a reçu en totalité un gommage, un rejointoiement et de nombreux remplacements de pierres. Un rehaussement de 2 m de l’arc sud de celle-ci, une couverture en plomb (poivrière) avec chéneau en cuivre  et une gargouille ont été aussi réalisés.
- 2017 : en aout 2017, un chantier menuiserie a été consacré à la réalisation d'une herse dont l'emplacement est attesté au niveau du porche du donjon par deux rainures latérales et les traces d'ancrage du mécanisme de levage à l'étage supérieur. Sa conception s'est inspirée de la herse du Palais des rois de Majorque à Perpignan. Elle a été réalisée en chêne de Meuse. Son poids total dépasse 650 kg.
- 2018 : encadrement de la porte qui permet d'accéder au premier étage du donjon. Construction d'une timonerie pour manipuler la herse. Faite en bois selon les techniques en vigueur au XIVe siècle.